# Slag om Tobroek
De Slag om Tobroek of het Beleg van Tobroek was een langdurige confrontatie tijdens de Tweede Wereldoorlog tussen de asmogendheden en de geallieerden tijdens de campagne in Noord-Afrika. Tobroek was een belangrijke havenstad aan de Middellandse Zee in Oost-Libië.

## Prelude
Bij de aanvang van de deelname van Italië aan de Tweede Wereldoorlog viel de Britse generaal Richard O'Connor met de hem ter beschikking staande troepen vanuit het Britse protectoraat Egypte het aangrenzende Italiaanse Libië binnen.
Binnen zeer korte tijd versloeg hij een Italiaanse troepenmacht die een veelvoud van zijn eigen strijdmacht was in een zeer beweeglijke woestijnoorlog. Tobroek was onder Italiaanse heerschappij versterkt met een 45-50 kilometer lange ring van versterkingen. Beide flanken van de ring rusten op de baai waaraan Tobroek ligt en liepen door tot de kale, steile hellingen van een aantal wadi's en bergen een zeven kilometer landinwaarts. Het landschap kende een aantal heuvels, waarvan Ras-el-Medauar met zijn hoogte de voornaamste was.
Elke fortificatie langs deze linie bestond uit een doolhof van betonnen kazematten met antitankkanonnen en machinegeweren. Australische troepen ondersteund door Britse tanks slaagden er echter in tijdens deze opmars Tobroek in te nemen. Tobroek telde toen 5000 inwoners.
O'Connor werd echter overgeplaatst en de Italiaanse troepen kregen versterking van Duitse eenheden. Deze Duitse eenheden werden tezamen het Afrikakorps genoemd, en stonden vanaf 12 februari onder bevel van Erwin Rommel.
Rommel dreef de geallieerden in een opnieuw zeer beweeglijke woestijnoorlog terug uit Libië. Australische troepen werden hierbij geïsoleerd van hun bevoorrading vanuit Egypte en vielen terug op Tobroek.
De havenplaats Tobroek nam hierbij een strategische plaats in, omdat de haven voor beide partijen, maar vooral voor de Britten, een mogelijkheid tot bevoorrading boden waarbij men niet afhankelijk was van de slechte en honderden kilometers lange woestijnwegen in het gebied.

## Belegerd
Op 10 april 1941 sloeg Erwin Rommel het beleg voor het fort. De Australiërs bemanden de door Italië gebouwde fortificaties.
Het bevel berustte bij generaal majoor Leslie Morshead. Zijn strategie was eenvoudig: Houd Tobroek ten koste van alles, bind zo veel mogelijk vijandelijke troepen om een Duitse aanval op Egypte te verzwakken. Tobroek fungeerde als angel in de Duitse aanval op Egypte.
Rommel voerde op 13 april en 15 april 1941 een aanval op Tobroek uit. Rommel stuurde zijn tanks vooruit, en deze rukten zonder probleem door de fortificaties op tot in Tobroek. De hierop volgende infanterie liep echter vast op de taaie Australische verdedigers in de versterkingen, terwijl de Duitse tanks in Tobroek geïsoleerd waren van hun infanterie en daar apart werden aangevallen.
Deze eerste aanvallen waren vooral bedoeld om de kracht van de Australische verdediging te testen. Rommel kreeg op 13 april 1941 ook opdracht uit Berlijn om eerst Tobroek in te nemen alvorens naar Egypte op te rukken.
Geleidelijk voerde Rommel de druk op de verdediging op. Op 30 april 1941 namen Duitse infanteristen de heuvel Ras-el-Medauar in. Dit stuk van de linie stond hierna bekend als "het gat". De Duitse aanval probeerde door te drukken tot in Tobroek maar werd gestopt.
Duikbommenwerpers (Stuka's) en andere bommenwerpers voerden talloze aanvallen op de voornamelijk Australische verdedigers uit. Hierdoor moesten deze vrijwel voortdurend letterlijk "ondergronds" leven. Vooral op 6 juli 1941 vonden zware bombardementen plaats. Bij elke Duitse en Italiaanse aanval beten ze echter fel van zich af. Op 27 mei 1941 kregen de Duitsers versterking van de Duitse 15e pantserdivisie. Rommel gebruikte deze divisie echter voor een aanval op de Halfayapas aan de Egyptische grens.
Geleidelijk groeide het zelfvertrouwen van de verdedigers en gingen zij over tot nachtelijke tegenaanvallen. Tijdens 'patrouilles' werden vijandelijke posities verkend en later aangevallen. De zenuwen waren hierdoor aan beide zijden hoog gespannen.
Winston Churchill telegrafeerde: The whole Empire is watching your steadfast and spirited defence of this important outpost of Egypt with gratitude and admiration.
De geallieerde troepen konden over zee beperkt bevoorraad worden. Doordat Duitse artillerie de haven bestreek, kon de bevoorrading alleen 's nachts plaatsvinden. Vanaf augustus tot oktober werden de Australiërs geleidelijk vervangen door Britse en Poolse troepen. De Poolse "Karpatische brigade" werd van 18 tot 25 augustus 1941 over zee aangevoerd. Op 9 december 1941 vertrokken de laatste Australiërs.
De Britten lanceerden drie aanvallen om de stad te ontzetten (operatie Brevity, operatie Battleaxe en operatie Crusader van 18 november tot 25 november 1941), maar deze mislukten. Hierna trok Rommel zich op 9 december echter vrijwillig terug, wat wel als de eerste Duitse nederlaag tijdens de Tweede Wereldoorlog wordt gezien.
In 1942 ondernam Rommel in een nieuw offensief na de Slag bij Gazala een nieuwe poging, en slaagde er toen wel in om de stad in te nemen, wat de Duitsers 35.000 gevangenen opleverde.